# Udea delineatalis
Udea delineatalis là một loài bướm đêm trong họ Crambidae.